# Los Llanos de Tormes
Los Llanos de Tormes település Spanyolországban, Ávila tartományban. Los Llanos de Tormes Bohoyo, Tormellas, Navatejares, El Barco de Ávila, San Lorenzo de Tormes, Santa María de los Caballeros és Santiago del Tormes községekkel határos. Lakosainak száma 63 fő (2024).

## Népesség
A település népessége az utóbbi években az alábbiak szerint változott:
| Lakosok száma | 119  | 111  | 108  | 93   | 83   | 89   | 72   | 60   | 58   | 63   |
|               | 2001 | 2004 | 2006 | 2009 | 2011 | 2014 | 2016 | 2019 | 2021 | 2024 |